# Pointe-Noire, Guadeloupe
Pointe-Noire är en kommun i det franska utomeuropeiska departementet Guadeloupe i Västindien. År 2022 hade kommunen 5 813 invånare.

## Befolkningsutveckling
Antalet invånare i kommunen Pointe-Noire
| Referens: INSEE |